# Демчук, Андрей Богданович
Андрей Богданович Демчук (укр. Андрій Богданович Демчук; род. 1987) — украинский спортсмен-паралимпиец, фехтовальщик, Заслуженный мастер спорта Украины.

## Биография
Родился 14 декабря 1987 года во Львове и с самого рождения одна стопа у Андрея была больше другой. Со временем это начало влиять на его здоровье, так как неправильно осуществлялся кровоток в организме, от чего плохо работало сердце. По этой причине в 19 лет одну его ногу пришлось ампутировать. Юноша не пал духом и решил заняться инвалидным спортом, выбрав фехтование на колясках.
Андрей Демчук имеет два высших образования — окончил Национальный университет «Львовская политехника» и Львовский государственный университет физической культуры. В настоящее время преподает во «Львовской политехнике» компьютерные технологии, где в 2015 году получил степень кандидата технических наук. Занимается благотворительностью и волонтерской деятельностью. Постоянно посещает во львовском госпитале воинов, которые потеряли конечности во время вооружённого конфликта на востоке Украины. 
Проживает во Львове с женой Орестой в квартире, которую получил за заслуги на Паралимпиаде в Рио-де-Жанейро.

## Спортивные достижения
Демчук занимается в секции фехтования Львовского регионального центра «Инваспорт», где его тренерами являются Андрей Колесников и Светлана Колесникова Колесниковы.
- В 2012 году на Паралимпиаде в Лондоне он уступил в 1/8 финала в фехтовании на рапире, а в шпаге дошел до четвертьфинала.
- Занял 1-е место в командном зачете (сабля) и 3-е место личное (сабля) на Чемпионате мира 2013 года.
- 1-е место личное (рапира) и 3-е место личное (сабля) на Кубке мира 2013 года.
- 1-е место командное (сабля) и 3-е место личное (сабля) Чемпионата Европы 2014 года.
- 1-е место командное сабля и 3-е место (категория А, сабля) на Чемпионате мира 2015 года.
- 1-е место командное (сабля), 1-е место (категория А, сабля), 2-е место место (категория А, сабля) и 3-е место командное (сабля) на Кубке мира 2015 года.
- 3-е место (категория А, сабля) на Кубке мира 2016 года.
- 1-е место командное (сабля) и 1-е место в личном первенстве (категория А, сабля) на чемпионате Европы 2016 года.
- Победил в 2016 году на соревнованиях по фехтованию на Паралимпиаде в Рио-де-Жанейро.

## Награды
- 4 октября 2016 года награждён орденом «За заслуги» 3-й степени («За досягнення високих спортивних результатів на XV літніх Паралімпійських іграх 2016 року в місті Ріо-де-Жанейро (Федеративна Республіка Бразилія), виявлені мужність, самовідданість та волю до перемоги, утвердження міжнародного авторитету України»).[4]
- Также был награждён Почётной грамотой Лвовской областной рады[5].
- В 2016 году за свои достижения был удостоен денежной премии Президента Украины.[6]
- По возвращении с золотой медалью с Паралимпиады в Рио-де-Жанейро глава Львова Андрей Садовый вручил спортсмену «Золотой герб города Львова».[3]